# ヘラ (マーベル・コミック)
ヘラ（Hela）は、マーベル・コミックが出版するコミック作品に登場するキャラクターである。北欧神話の女神ヘルに基づいており、“アスガルド”の死の女神にして、“ヘルヘイム”と“ニブルヘイム”の長でもあり、ソーの敵として描写される。

## 発行履歴
ヘラはスタン・リーとジャック・カービーによって創造され、1964年3月の『ジャーニー・イントゥ・ミステリー』第102号に初登場した。

## キャラクター経歴
ヘラは巨人の国“ヨトゥンヘイム”で父のロキと、巨人の魔女である母アングルボーダの娘として生まれた。成人したヘラを、オーディンが彼女を“ヘル”と“ニフルヘイム”を統治する死者の女神に任命した。

### クイーン・オブ・ヘル
欲深いヘラは、“ヴァルハラ”をも支配することを切望して、しばしばオーディンやその息子ソーと対立した。だがソーをヴァルハラへと誘惑することに失敗。
その後、ロキが“アスガルド”の乗っ取りを企てると、オーディンを殺したいヘラは、永遠の夜の海にいる間に眠っていたオーディンの魂の一部を盗み、“インフィニティ”として知られる強力な存在を生み出し、しばらくしてインフィニティを宇宙に解き放った。一度はソーの命を奪ったヘラだったが、彼女のしもべであるサイレント・ワンの犠牲によってソーは生き返り、ヘラはオーディンに殺されたものの、生と死の自然なバランスを回復するためにソーに説得されたオーディンによって生き返った。ヘラは再びソーの魂を奪いかけたが、シフからの自分を身代わりにして欲しいという申し出を受けて思いとどまった。
ヘラはその後、怪物マンゴグに殺されたオーディンの魂を求めてオリンポスの死神プルートと戦い、その結果勝利し、オーディンを復活させた。それからソーとの再戦、オーディンとの再戦を経て、神バルドルを殺し、アスガルドを攻撃することでラグナロクを到来させようとロキと企み、ヘラはその前にヴォラの魂を召喚し、彼女とロキにラグナロクについて語らせた後、アスガルドを攻撃するために生ける屍の軍勢を用意した。
ヘラはその後、オレルスとの戦争を助けるためにヴァルキリーを召喚し、“ディフェンダーズ”と遭遇した。ロキとティールのオーディンに対抗する陰謀に加わることを余儀なくされたこともあり、また、不本意ながら他の地球のパンテオンの死神たちと同盟を結んで、広大な地獄を作り上げるために彼らの領域を結合させた。その結果、ヘラは他の死神たちと共に神喰いデモゴルゲによって捕食された。
ヘラは後にマレキスと同盟を結び、フェアリーの特別な食べ物を使って地上の人間の魂をヘルに追いやった。その後、またしてもオーディンの魂を奪おうとしたり、“X-MEN”と“ニュー・ミュータンツ”に遭遇してウルヴァリンの魂を奪おうとするなど幾度となくアスガルドに現れたが、前者はソーに、後者はX-MENとダニエル・ムーンスター/ミラージュにそれぞれ追い払われて失敗に終わった。さらに、捕らえられた人間の魂を救出するためにソー、バルダー、エクセキューショナー、“エインヘリャル（Einherjar）”がヘルに侵攻してくると、ヘラは捕らえられた死すべき魂を巡ってソーと格闘し、彼のヘルからの脱出を阻止するために死者の軍団を起こした。
このソーとの戦いの最中、彼の反抗とヘルへの侵攻に対する復讐として、ヘラはソーに暗黒の永遠の命の呪いをかけ、彼を不死にすると同時に、彼の骨をより簡単に折れるよう弱くもろくし、与えられたダメージから回復しないように変貌させた。ヘラはその後、ソーの魂を憑依させようとしたメフィストと争った。そこへ身を守るために自ら作り上げた特別な神秘の鎧を身に纏ったソーが、最終的に“デストロイヤー”を宿主としてヘルに侵入してくると、追い詰められたヘラは、彼の呪いを解いた。
魔法の眠りについたオーディンの生命を奪おうとしたヘラは、新たな計画を立てた。地球にいたムーンスターも含むヴァルキリーたちを精神的にも肉体的にも堕落させることで火の悪魔へと変貌させ、ニュー・ミュータンツと敵対させた。ムーンスターと彼女のチームは最終的にアスガルドに連れてこさせられ、ヘラはアスガルドのドワーフとニュー・ミュータンツに対してヴァルキリーを送り込んだ。ニュー・ミュータンツがヘラの軍勢と何度も小競り合いを繰り返し、遠い国から来た狼の王子である囚人のフリムハリを救出したことに並行してヘラは、ドワーフのエイトリにアスガルドの金属“ウル”の剣を鍛えさせると同時に、自身が発動した呪文の結果、“ウォリアーズ・スリー”を含む抵抗勢力をより効率的に集めることになった。ヘラは眠っているオーディンの元へムーンスターを送り込み、彼を殺そうとしたが、アスガルド軍の多くとヘラの兵士が戦う中でオーディンの寝室まで赴いたミュータントたちに彼の命を救われてしまい、ウルの剣が破壊されるとヘラは倒された。

### 地上のヘラ
ヘラはラグナロクの後、ロキの策略とはいえソーによって死すべき姿から目覚めた。ラスベガスで不運な人々の魂を無作為に食べるための隠れ家で暮らしていた彼女は、自身の邪悪な計画の完了のためにロキのアスガルドへのタイムスリップ補助に力を使うことに同意する。
ヘラはメフィスト、ブラックハート、サタニッシュ、ドーマムゥと、ソウルソードとオリジナルのブラッドストーンのお守りを探すマジックが起こした騒動についての会議に出席しているところを目撃されている。
また、ノーマン・オズボーンがX-MENを制圧しようとした時、スコット・サマーズ/サイクロプスによって派遣されたムーンスターと再会したヘラは、“新しい車と大きな剣”を要求された。その後、ヘラは妊娠中のラーネと、人間でもミュータントでもないその子どもを救うため、フリムハリによってユートピアに召喚される。フリムハリが子どもとラーネのどちらを救うかという道徳的ジレンマに直面すると、ヘラはエリクサーを完全に健康な状態に戻し、エリクサーが2人を癒せるようにすること、そして代わりに自分を連れて行くことを頼む。ヘラはそれに同意し、フリムハリを連れ去った。

## パワー・スキル・アイテム
ヨトゥンヘイムの巨人族の一人でありながらアスガルド人と同等の体格と分類されるヘラであるが、アスガルドの神々に共通する属性を持っており、超人的な強さ、スピード、スタミナ、敏捷性、反射神経、耐久力など、基礎身体能力全般のレベルは大多数の種族を遥かに凌駕していることから、ソーと互角に白兵戦を行うことができる。他のアスガルド人同様、魔法への耐性や、神秘的な力を膨大なほど持っており、自分の力と能力の多くを保持したまま無限の幽体離脱、手からアスガルド人を老けさせたり殺すことさえできる致命的なエネルギーボルトの発射、空中浮遊、イリュージョンの発生など、様々な効果を発揮できる。ヘラの最も強力な能力は“栄光の手”であり、神秘的なエネルギーを使って強化されたパンチでアスガルド人さえも殺すことができる。
デスと盟約を結んだヘラは、“死のタッチ”及びキスでアスガルド人や彼らの崇拝者である人間の魂をヘルやニヴルヘイムに誘なうことができるが、特に魅力的でないと感じたヒーローなどの魂を“ヴァルハラ”へ運ぶことはヴァルキリーに任せている。ヘラはまた、死んだアスガルド人を生き返らせる能力も持っており、ヘルとニブルヘイムに住まう全ての死者を指揮する力まで有するが、ヴァルハラの死者に対してはその力は発揮できない。
ヘラは本来半死半生で非常に弱く、ほとんど動くことができないくらいにパワーも大幅に低下した身体であるが、魔法のマントに触れるだけで力が強化され、漆黒の髪と明るい緑の瞳など若さと健康を保たれた美しく強い姿となることから、力の源であるこのマントを常に身に纏っている。
さらに剣士としても熟練されており、“ナイトソード”で武装している。

## その他のバージョン

### 『ロキ』
4号からなるシリーズ『ロキ』におけるヘラは、アスガルド人の一人として登場。アスガルドの指導権を主張するロキを王位に就かせたが、現在はローレライと共に援助に対する見返りを要求している。

### 『マーベル 2099』
『マーベル2099』シリーズのストーリーのヘラは、巨大企業“アルケマックス”の元で北欧のエーシルへの世界的な崇拝を利用するために、人々をエーシルの偽バージョンに変身させようとした。また、『ラヴィッジ 2099』の脇役で主人公の恋敵であるティアナは、このプロジェクトのために技術的な手段でヘラに変身させられた。

### 『マーベル・ゾンビーズ』
『マーベル・ゾンビーズシリーズ』におけるヘラは、さらなるいたずらを求めるロキが第二次世界大戦中にゾンビ規模の黙示録を引き起こしたことと、オーディンもゾンビに噛まれたことが遠因となって、すべてのアスガルド人と共にゾンビと化す。

### 『アルティメット・マーベル』
『アルティメット・マーベル』でのヘラは、『アルティメイタム』のストーリーで亡くなったヴァルキリーの魂を取り戻そうとするソーに「もし我が軍隊を倒すことに成功すれば、ヴァルキリーを復活させるが、それには代償が必要だ」と告げた。『アルティメイタム』第3号では、自軍が敗北したヘラは代償としてソーの魂が必要であることを明かした。彼が同意したことで、ヴァルキリーと同じく死んだキャプテン・アメリカの魂が解放された。
『ニュー・アルティメッツ』では、ソーの息子を産む代わりに彼を解放すると告げ、彼からは自由を要求されるが、解放には別の行為が必要だと伝えた。やがてヴァルキリーによって解放されたソーが、自分たちの息子であるモージを殺害したことを知ったヘラは、激しい怒りを露わにしたが、モディは世界樹によって堕落させられ、こうするしか選択肢がなかったのだとソーから説明された。

### 『X-Men: The End』
X-MENの別の未来に焦点を当てた『X-Men: The End』におけるヘラは、月面にあるミュータント強制収容所に隔離・監禁されているダニエル・ムーンスターの前に現れる。拷問と監禁で瀕死の状態にあるムーンスターの苦し紛れの訴えを聞いたヘラは、彼女がヴァルキリーであり、死の女神に大切にされていることを思い出させ、ムーンスターがアスガルドとシャイアンの詠唱を唱えると、ヘラは彼女を蘇らせ、強化された力を授ける。

## MCU版
『マーベル・シネマティック・ユニバース』（MCU）では、ケイト・ブランシェットが演じる。日本語吹替は下記を参照。
本項は、“アース616”（正史の宇宙）におけるヘラを主軸として表記する。

### キャラクター像
北欧神話の死者の国を支配する女神“ヘル”のモデルである、オーディンの第一子で、ソーの実姉にあたる死の女神。全身を包む黒を基調とし、緑のラインと“死のエネルギー”がめぐるタイトな衣装と闇のマント、際立つアイメイクが入った人相などの禍々しい外見に違わず奔放且つ傍若無人にして、力を貪欲に望む性格の持ち主で、かつてオーディンの片腕である死刑執行人として彼と共に“アスガルド”を強大な帝国に造り上げ、“九つの世界”の征服の際にオーディンの軍隊を指揮して恐怖をばらまいた。
しかしオーディンが改心して、アスガルドを中心とした九つの世界の平和の統治を決めると、自身は手中に収めた土地の明け渡しの拒否とさらなる征服を訴えて父に反抗するが、“ヘル”へ追放された。しかし、それも間もなく自らポータルを開いてアスガルドへ舞い戻ろうとし、オーディンが阻止のために遣わせた“ヴァルキリー”を、1人の戦士を除いて全滅させた後に、オーディンによって再度ヘルへと投獄・封印された。
だが地球暦2017年、オーディンが亡くなったことによって封印が解けて復活。再び九つの世界と全宇宙へ暴虐の限りを尽くして支配しようと動き出す。

### 『ホワット・イフ...?』版
現在のところ、アース616とは異なる宇宙の一つにヘラの“変異体”の存在が確認されており、基本的なキャラクター像は正史のヘラと同等だが、力を失った状態での戦闘で窮地に追い込まれると命乞いをする姿も見せる。

### 能力
ソーが投げつけて来た“ムジョルニア”を片手で受け止めて握り潰すほどのパワーや、熟練された白兵戦能力、衣装の自動修繕と後述の武器を無尽蔵に生成・出現させて撃ち出せる魔法を持ち、包囲する大勢の敵を単独で一掃するほどの戦闘力を発揮する。またアスガルドから力を得ているため、アスガルドでは剣で身体を貫かれても平然としており、アスガルドに滞在するほど力が高まって強くなる。

### 武装
兜
両掌で頭部をなぞりながら形作る枝角のような頭飾り。ヘラの意思と目的によって形が変わる。
“アース21818”では、タニリーア・ティヴァン/コレクターがコレクションする武器の一つとして登場し、ティ・チャラ/スター・ロードやヨンドゥ・ウドンタとの戦いで用いられる。
ヘラの変異体はこの頭飾りを力の源として愛用し、オーディンの呪文がかかったことでムジョルニアと同様に、所有するに相応しくないものには持ち上げることができないようになる。
ネクロソード（Necroswords）
ヘラが自らの力で生成し、愛用する黒曜石製の長剣。死のエネルギーによって輝く刀身の逆向きの鉤により、一度刺さると刃を抜くのは困難である。ヘラはこれを主武装とする。
アース21818では、ヘラの兜と共にティヴァンがコレクションする武器の一つとして登場し、彼に用いられる。
ネクロブレイド（Necroblades） 
ヘラが自らの力で多数生成し、愛用する黒曜石製の短剣。形状と長さが数種類あり、投擲や弾丸のような射出攻撃にも使用される。
ブラッドアックス（Bloodaxe）
ヘラによって生製される強力な黒曜石製の諸刃の大斧。ヘラはこれでアスガルドの宮殿の武器庫の床を叩き壊した後に、彼女の部下となったスカージに託して、ヘイムダルの居所を白状しない国民の処刑にも振るわれかけた。しかし、最終的にはヘラへ反旗を翻すことを決意したスカージに手放される。
このほかにも、長槍のような武器を生成して行使するほか、太古の時代には“ムジョルニア”も愛用していたことが示唆されている。

### 各作品における描写
『マイティ・ソー バトルロイヤル』
日本語吹替 - 天海祐希
本作でMCU初登場。オーディンによって永らくヘルに封印されていたが、彼が亡くなったことによって出現したポータルを通り、トンスベルグの海岸に姿を現すと、居合わせたソーとロキに圧倒的な力を見せつける。そこからロキがスカージに架けさせた“ビフレスト”を利用してアスガルドに帰還し、スカージを屈服させると共に、自身の存在とアスガルドの繁栄の真実を知らない現代のアスガルドの民たちに憤慨し、“ウォーリアーズ・スリー”と“エインヘリャル”を難なく抹殺した。
さらに“永久の炎”の力でかつての自身の配下と“フェンリス”を復活させ、アスガルドの民たちに恐怖で震え上がらせつつ自らに仕えるように命じ、九つの世界と全宇宙へ暴虐の限りを尽くして支配しようと目論む。
そこへ帰還したソーや、かつての因縁の関係であるヴァルキリー（ブリュンヒルデ）たちと決着をつけるために応戦。圧倒的なパワーでソーの雷神の力すらもほとんど受け付けず、アスガルドの民たちが避難船として乗船した“ステイツマン”にも攻撃し、反旗を翻したスカージまで容易く手にかけるなど猛威を振るい続けたが、最終的にアスガルドに固執したことが仇となり、ロキによって復活させられたスルトによって“ラグナロク”を引き起こされてしまった。アスガルドを滅ぼさせまいと、スルトに攻撃を仕掛けるが、スルトがアスガルドを滅亡させる一撃を受けたことによって滅びる。
『ホワット・イフ...?』シーズン2
声 - ケイト・ブランシェット（本編）、リブ・ザモーラ（幼少期）
日本語吹替 - 沢海陽子
第7話
第9話

## その他のメディア

### テレビアニメ
- 『アベンジャーズ 地球最強のヒーロー』：第25話『アスガルドの陥落』（原題：『The Fall of Asgard』）に登場。原語版ではニカ・フッターマンが声をあてた[45]。
- 『アベンジャーズ・アッセンブル』：シーズン2 第29話『ヴァルハラの女王ヘラ』（原題：『Valhalla Can Wait』）に登場。ヴァネッサ・マーシャルが声をあて[45]、根本圭子が日本語吹替を担当した。現状に退屈していたところをロキに騙されたが、ソーとハルクを負かしたロキを最強の戦士として持ち帰った。
- 『ガーディアンズ・オブ・ギャラクシー』：シーズン3第77話『死の女神』（原題：『Killer Queen』）に登場。原語版ではカリ・ウォールグレンが声をあてた[45]。

### アニメ映画
- 『Hulk vs. Thor』：ジャニス・ジョードが声をあてた[45]。

### ビデオゲーム
- 『Ultimate Marvel vs. Capcom 3』：レイレイのエンディングにカメオ出演する。
- 『Thor: God of Thunder』（ニンテンドーDS版）、『Marvel: Avengers Alliance』、『MARVEL ULTIMATE ALLIANCE 3: The Black Order』：ボスキャラクターとして登場し、『MARVEL ULTIMATE〜』においてはニカ・フッターマンが声をあてた[45]。
- 『Marvel: Future Fight』、『LEGO マーベル スーパー・ヒーローズ 2 ザ・ゲーム』、『Marvel Puzzle Quest』、『Marvel Rivals』：プレイヤーキャラクターとして登場し[46][47]、『LEGO マーベル〜』においてはケイト・ケネディが声をあてた[48]。
- 『マーベル・フューチャーレボリューション』 ：『ダーク・ドメイン』のストーリーの一部に登場する。

### その他
- 『Thor & Loki: Blood Brothers』：キャサリン・チェスタートンが声をあてた[45]。